# Ꚑ
Ꚑ, ꚑ (лигатура ТС, в Юникоде называется тссе) — буква расширенной кириллицы, ранее использовавшаяся в абхазском языке.

## Использование
Была введена М. Р. Завадским в 1887 году при печатании монографии П. К. Услара «Абхазский язык» взамен использовавшейся Усларом буквы  (წ̶, перечёркнутая грузинская буква цили). Однако ни вариант Услара, ни вариант Завадского в алфавит Абхазского переводческого комитета не вошли, как и в современный вариант алфавита, утверждённый в 1954 году.
Ни в латинском (1928—1938), ни в грузинском (1938—1954) вариантах абхазского алфавита соответствий не имела; в Абхазском аналитическом алфавите Н. Я. Марра ей соответствовала буква ̇ (ţ̇). Звук, обозначаемый данной буквой, Усларом описывается следующим образом: «Зубы сближаются, кончикъ языка упирается въ верхнія десны и потомъ, быстро отодвигаясь, пропускаетъ дыханіе», что, по-видимому, соответствует [t͡ɕ]. Услар также отмечает, что данный звук встречается только в бзыбском наречии, а в остальных совпадает с ц̓ (в современном абхазском — ҵ, в МФА — [t͡sʼ]).